# Jeanne Faust
Jeanne Faust (* 25. November 1968 in Wiesbaden) ist eine deutsche Künstlerin. Sie lebt und arbeitet in Hamburg und Bremen.

## Leben
Faust studierte von 1993 bis 1998 an der Hochschule für bildende Künste Hamburg mit Schwerpunkt auf Fotografie, Film und Video. 1999 erhielt sie das Hamburger Arbeitsstipendium für Bildende Kunst und 2004 das Stipendium des Lichtwark-Preises der Freien und Hansestadt Hamburg. 2007 wurde sie für den Preis der Nationalgalerie für junge Kunst in Berlin nominiert. Im Jahr 2012 war sie Stipendiatin der Deutschen Akademie Rom Villa Massimo.
Im November 2006 begann sie eine Professur für Intermediale Fotografie an der Hochschule für Künste Bremen.
Seit 2009 ist sie Professorin für Mixed Media Studienschwerpunkt Zeitbezogene Medien an der Hochschule für Bildende Künste Hamburg.